# State University of New York

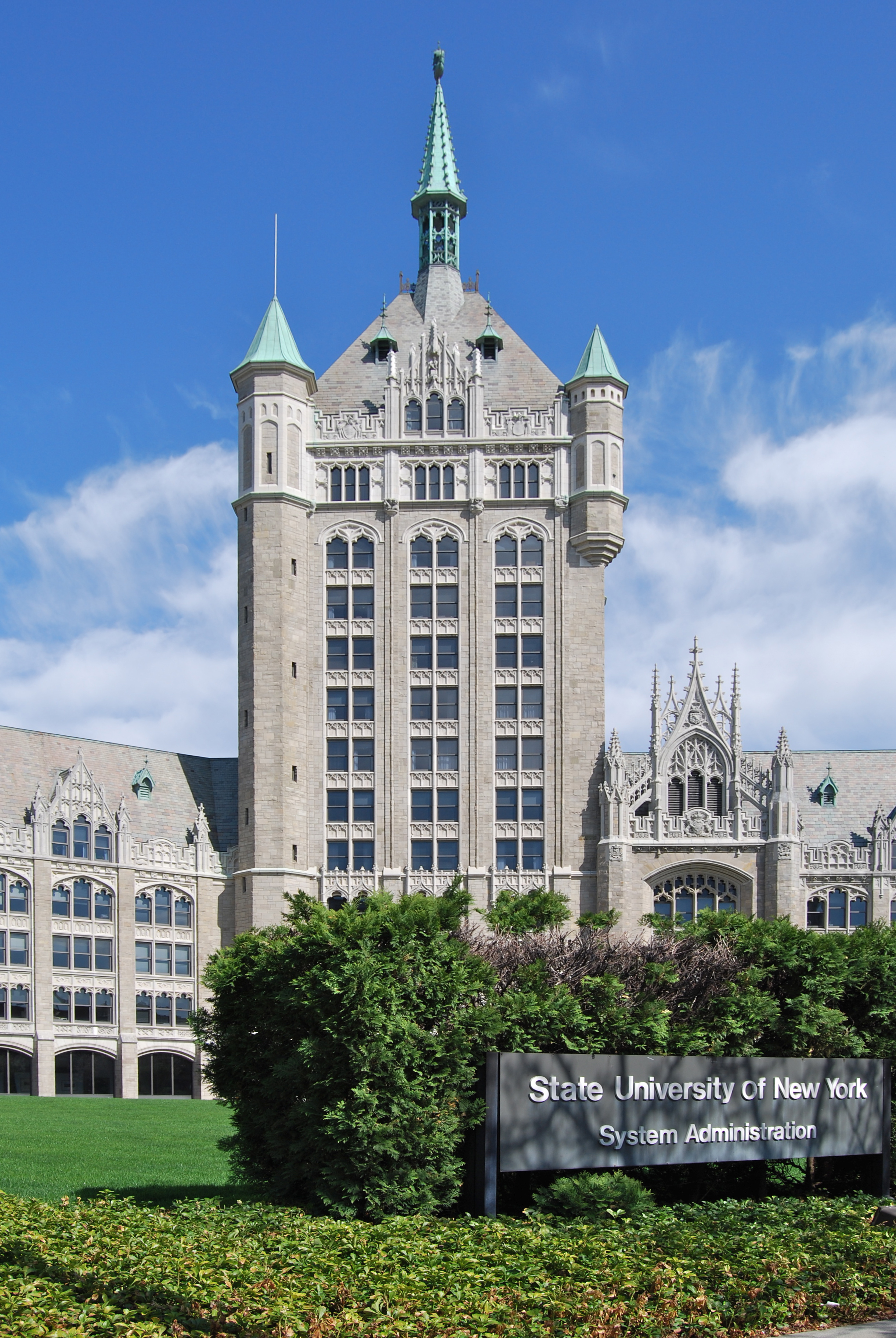
Verwaltungszentrale „The SUNY Castle“ in Albany

Die State University of New York (SUNY) ist ein Hochschulverbund von New York, einem Bundesstaat der Vereinigten Staaten, und wie die City University of New York ein großes State university system in den USA.

## Standorte
Die SUNY hat 64 Standorte.

### University Centers und andere Hochschulen mit Doktorausbildung
University Centers
- Binghamton University (eine sog. Public Ivy)
- State University of New York at Stony Brook (Mitglied der Association of American Universities)
- University at Albany, The State University of New York
- University at Buffalo, The State University of New York (Mitglied der Association of American Universities)

Andere Hochschulen mit Doktorausbildung (manche davon sogenannte private Contract Colleges)
- State University of New York Downstate Medical Center
- State University of New York Upstate Medical University
- New York State College of Ceramics (Alfred University)
- State University of New York College of Environmental Science and Forestry
- State University of New York State College of Optometry
- Vier Colleges der Cornell University:
  - New York State College of Agriculture and Life Sciences
  - New York State College of Human Ecology
  - New York State College of Veterinary Medicine
  - New York State School of Industrial and Labor Relations

### University Colleges
- Buffalo State College
- Empire State College
- State University of New York at Brockport
- State University of New York at Cortland
- State University of New York at Fredonia
- State University of New York at Geneseo
- State University of New York at New Paltz
- State University of New York at Old Westbury
- State University of New York at Oneonta
- State University of New York at Oswego
- State University of New York at Plattsburgh
- State University of New York at Potsdam
- State University of New York at Purchase

### Technology Colleges
- Alfred State College
- State University of New York at Cobleskill
- State University of New York at Delhi
- State University of New York at Farmingdale
- State University of New York at Morrisville
- State University of New York Institute of Technology
- State University of New York Maritime College

### Community Colleges
- Adirondack Community College
- Broome Community College
- Cayuga County Community College
- Clinton Community College
- Columbia-Greene Community College
- Corning Community College
- Dutchess Community College
- Erie Community College
- Fashion Institute of Technology
- Finger Lakes Community College
- Fulton-Montgomery Community College
- Genesee Community College
- Herkimer County Community College
- Hudson Valley Community College
- Jamestown Community College
- Jefferson Community College
- Mohawk Valley Community College
- Monroe Community College
- Nassau Community College
- Niagara County Community College
- North Country Community College
- Onondaga Community College
- Orange County Community College
- Rockland Community College
- Schenectady County Community College
- Suffolk County Community College
- Sullivan County Community College
- Tompkins Cortland Community College
- Ulster County Community College
- Westchester Community College

### State-wide Colleges
- Empire State College
- SUNY Learning Network

## Sport

Eunice-Kennedy-Shriver-Stadium, erbaut für die Special Olympics World Summer Games 1979

Für die Special Olympics World Summer Games 1979 wurde in Brockport das Special-Olympics-Stadium gebaut, das 2010 zu Ehren der Gründerin von Special Olympics in Eunice-Kennedy-Shriver-Stadium umbenannt wurde.

## Persönlichkeiten
- Helmuth Resch, von 1987 bis 1992 Dekan des College of Environmental Science and Forestry

### Absolventen
- T. C. Boyle, Schriftsteller
- Steven Haft, Filmproduzent und Autor
- Olga Lengyel, Holocaustüberlebende
- Henning Schneider, Gynäkologe
- Alexa Vojvodić, Fußballspielerin